# Marawi

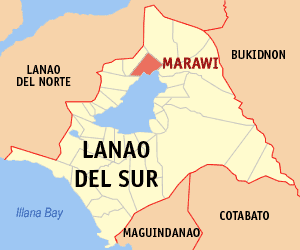
Marawi Citys läge i Lanao del Sur

Marawi City är en stad på ön Mindanao i Filippinerna. Den är administrativ huvudort för provinsen Lanao del Sur i regionen Muslimska Mindanao och har 207 010 invånare (folkräkning 1 maj 2020).
Staden är indelad i 96 smådistrikt, barangayer, varav samtliga är klassificerade som tätortsdistrikt.